# Ctenitis waiwaiensis
Ctenitis waiwaiensis är en träjonväxtart som först beskrevs av Carl Frederik Albert Christensen och som fick sitt nu gällande namn av Garth Brownlie.
Ctenitis waiwaiensis ingår i släktet Ctenitis och familjen Dryopteridaceae. Inga underarter finns listade i Catalogue of Life.